# Ana Hernández
Ana Gloria Hernández Álvarez (10 novembre 1962) è un'ex cestista cubana.

## Carriera
Con Cuba ha disputato i Campionati mondiali del 1990 e i Giochi olimpici di Barcellona 1992.